# Strandburg
Strandburg est une municipalité américaine située dans le comté de Grant, dans l'État du Dakota du Sud.
La localité doit son nom à son fondateur et premier receveur des postes, John Strandburg.

## Démographie
| 1920 | 1930 | 1940 | 1950 | 1960 | 1970 |
| ---- | ---- | ---- | ---- | ---- | ---- |
| 169  | 113  | 177  | 144  | 105  | 98   |

| 1980 | 1990 | 2000 | 2010 | - | - |
| ---- | ---- | ---- | ---- | - | - |
| 79   | 74   | 69   | 72   | - | - |

Selon le recensement de 2010, Strandburg compte 72 habitants. La municipalité s'étend sur 0,07 milles carrés (0,18 km2).